# Robert von Doetinchem de Rande
Robert Eugen Karl August Louis Albert von Doetinchem de Rande (* 19. November 1829 in Pansfelde; † 27. Mai 1896 in Berlin) war ein preußischer Generalmajor.

## Leben

### Herkunft
Er entstammte einer ursprünglich in der Stadt Doetinchem in Gelderland ansässigen Familie. Sein Vater war der Rittmeister a. D. und Gutsbesitzer Klemens August von Doetinchem de Rande (* 18. Februar 1788 in Rosenthal; † 8. April 1860 in Pansfelde), Miteigentümer der Güter Memlinck, Elderick und Althof sowie Pächter der Rittergüter Pansfelde und Molmerswende im Harz, seine Mutter Johanna Dorothea, geborene Lastrop (* 29. September 1790 in Braunschweig; † 23. März 1865 in Alvensleben). Er war der jüngere Bruder des preußischen Landrats Ludwig von Doetinchem de Rande (1826–1899).

### Militärkarriere
Nachdem er die Realschule in Aschersleben absolviert hatte, war Doetinchem ab Oktober 1841 zunächst Kadett in Bensberg und ab Ende Mai 1845 in Berlin. Er wurde anschließend am 1. April 1848 als Portepeefähnrich dem 31. Infanterieregiment der Preußischen Armee in Erfurt überweisen. Er nahm mit dem Regiment 1849 am Feldzug in Baden teil, um die dortigen revolutionären Unruhen zu bekämpfen. Im Dezember 1849 wurde Doetinchem zum Sekondeleutnant befördert und war als Lehrer 1851/52 an der Vereinigten Divisionsschule der 7. und 8. Division tätig. Am 1. Februar 1856 folgte seine Versetzung nach Sangerhausen in das 31. Landwehrregiment, wo er bis 12. August 1859 als Adjutant des III. Bataillons eingesetzt und in der Zwischenzeit am 31. Mai 1859 zum Premierleutnant befördert wurde. Doetinchem kehrte anschließend zum Infanterieregiment Nr. 31 zurück und wurde mit der Beförderung zum Hauptmann am 23. Februar 1861 zum Kompaniechef ernannt. Während des Deutschen Krieges führte er seine Kompanie bei Münchengrätz, Preßburg und Königgrätz. Für seine Leistungen wurde Doetinchem mit dem Kronenorden IV. Klasse mit Schwertern ausgezeichnet sowie zur bevorzugten Beförderung empfohlen. Am 20. Juli 1870 zum Major befördert und zum Führer des Ersatzbataillons seines Regiments ernannt, führte er dieses in den Krieg gegen Frankreich. Er machte die Belagerung von Paris mit, war vom 1. Oktober bis 8. Dezember 1870 zunächst Führer des Füsilierbataillons und wurde dann zum Bataillonskommandeur ernannt. Als solcher kämpfte er noch bei Epinal und wurde am 20. Februar 1871 mit dem Eisernen Kreuz II. Klasse ausgezeichnet.
Am 3. Juli 1875 folgte seine Beförderung zum Oberstleutnant und als solcher wurde Doetinchem zunächst mit der Führung des Füsilier-Regiments Nr. 90 beauftragt und gleichzeitig à la suite gestellt. Nachdem er am 11. Juni 1879 Oberst geworden war, wurde Doetinchem schließlich sechs Monate später zum Regimentskommandeur ernannt. Krankheitsbedingt entband man ihn am 2. Juli 1885 von diesem Kommando, beförderte ihn zum Generalmajor und überführte ihn zu den Offizieren von der Armee. Am 8. Juli 1886 wurde Doetinchem mit Pension unter Verleihung des Roten Adlerordens II. Klasse mit Eichenlaub zur Disposition gestellt.
Er war seit 1887 Mitglied der „Gesellschaft für Erdkunde“ zu Berlin. Zu dieser Zeit lebte Doetinchem in der Goebenstraße 15a.
Robert von Doetinchem de Rande starb 1896 im Alter von 66 Jahren in Berlin an einem Herzschlag und wurde auf dem Alten Zwölf-Apostel-Friedhof in Berlin beigesetzt. Das Grab ist nicht erhalten.

### Familie
Doetinchem heiratete am 17. Juni 1863 in Erfurt Stephanie Charlotte Dorothea Zander (* 10. Dezember 1842 in Königsberg; † 10. Dezember 1925 in Berlin), die Tochter des preußischen Oberregierungsrats Aurel Zander und der Marie Charlotte Canot. Das Ehepaar hatte insgesamt sieben Kinder:
- Erich (* 12. April 1864)
- Hermann Karl Albert (1866–1932), preußischer Generalmajor und Kommandeur der 56. Infanterie-Brigade
- Agnes (* 6. Juli 1869; † 17. Februar 1870)
- Paul (* 8. Mai 1872)
- Stefanie (* 9. Mai 1875 in Altona)
- Katharina (* 25. November 1878 in Altona)
- Marie Charlotte (* 28. September 1881 in Rostock)